# Želvy Ninja 2
Želvy Ninja 2  (v anglickém originále Teenage Mutant Ninja Turtles: Out of the Shadows) je sci-fi akční komediální film z roku 2016, založen na postavách Mirage Studios Želvách Ninja. Je to již šestý film z filmové série Želvy Ninja a sequel filmu z roku 2014 Želvy Ninja. Režie se ujal Dave Green a scénáře Josh Applebaum a André Nemec.Ve snímku hrají hlavní role Megan Fox, Stephen Amell, Will Arnett, Brian Tee, Tyler Perry, Brittany Ishibashi a Laura Linneyová a své hlasy zapůjčili Pete Ploszek, Alan Ritchson, Noel Fisher, Jeremy Howard, Tony Shalhoub, Gary Anthony Williams, Stephen "Sheamus" Farrelly a Brad Garrett.
Film byl uveden do kin oficiálně 3. června 2016. Film získal mix kritiky a vydělal přes 245 milionů dolarů.

## Obsazení

### Herecké role
| Megan Fox          | April O'Neil                  |
| Stephen Amell      | Casey Jones                   |
| Will Arnett        | Vern Ferwick                  |
| Brian Tee          | Oroku Saki                    |
| Tyler Perry        | Dr. Baxter Stockman           |
| Laura Linneyová    | šéfka policie Rebecca Vincent |
| Brittany Ishibashi | Karai                         |

### Hlasové role
| Pete Ploszek          | Leonardo     |
| Alan Ritchson         | Raphael      |
| Noel Fisher           | Michelangelo |
| Jeremy Howard         | Donatello    |
| Tony Shalhoub         | Splinter     |
| Gary Anthony Willaims | Bebop        |
| Sheamus               | Rocksteady   |
| Brad Garrett          | Krang        |

## Produkce
Po úspěších s prvním filmem Paramount a Nickelodeon oznámil sequel, který bude uveden do kin 3. června 2016. V prosinci 2014 bylo oznámeno, že by se režie ujal Dave Green. Natáčení začalo v dubnu v New Yorku a v Buffalu. Na konci dubna se natáčení přesunulo do Brazílie do Foz do Iguaçu. Natáčení skončilo v srpnu.

## Přijetí
Film vydělal přes 82 milionů dolarů v Severní Americe a přes 136 milionů dolarů v ostatních oblastech, celkově tak vydělal 245,6 milionů dolarů po celém světě, což je o 50% méně než první film. Rozpočet filmu činil 135 milionů dolarů. Za první víkend docílil nejvyšší návštěvnosti, kdy vydělal 35,3 milionů dolarů. První film však vydělal 65,6 milionů dolarů.

## Pokračování
V roce 2016 uvedl prezident Paramount Pictures, že třetí pokračování neplánuje. Ovšem v červnu roku 2017 řekl, že na rok 2019 plánuje film Želvy Ninja 3.

## Ocenění
| Ocenění                         | Kategorie                                    | Nominace                                                | Výsledek          |
| ------------------------------- | -------------------------------------------- | ------------------------------------------------------- | ----------------- |
| Nickelodeon Kids' Choice Awards | Nejoblíbenější film                          | Želvy Ninja 2                                           | dosud nevyhlášeno |
| Nickelodeon Kids' Choice Awards | Nejoblíbenější herec ve filmu                | Will Arnett                                             | dosud nevyhlášeno |
| Nickelodeon Kids' Choice Awards | Nejoblíbenější herečka ve filmu              | Megan Fox                                               | dosud nevyhlášeno |
| Nickelodeon Kids' Choice Awards | Nejoblíbenější skupina                       | Noel Fisher, Jeremy Howard, Pete Ploszek, Alan Ritchson | dosud nevyhlášeno |
| Teen Choice Awards              | Nejlepší letní filmová hvězda – herečka      | Megan Fox                                               | nominace          |
| Teen Choice Awards              | Nejlepší letní filmová hvězda – herec        | Stephen Amell                                           | nominace          |
| Zlatá malina                    | Nejhorší Prequel, Remake, Ripoff nebo Sequel | Teenage Mutant Ninja Turtles: Out of the Shadows        | dosud nevyhlášeno |
| Zlatá malina                    | Nejhorší herečka                             | Megan Fox                                               | dosud nevyhlášeno |